# 3 (альбом Tricot)
3 — третий студийный альбом японской рок-группы Tricot, выпущенный 17 мая 2017 года на её собственном лейбле Bakuretsu Records. В тот же день он вышел на лейбле Big Scary Monsters в Великобритании и на Topshelf Records — в США.

## Отзывы критиков
Обозреватель The Japan Times Патрик Сен-Мишель отметил, что 3 демонстрирует способность группы «находить равновесие между сложной инструментовкой и внезапными эмоциональными всплесками». По мнению рецензента журнала Vice Фила Уитмера, «что заставляет 3 и остальную музыку Tricot переступать границы ярлыка „экспериментально“, так это откровенная, производная от поп-музыки эмоциональная сердцевина», причём данная запись является «самым тяжёлым, самым трудным альбомом» коллектива. Крис Девиль из Stereogum охарактеризовал звучание альбома как «замысловатое и чересчур импровизационное», но сыгранное с «неистовой энергией и мелодичной прямотой, достойной The Bangles».
Критик AllMusic Джон Бьюкенен указал, что, хотя Tricot не инновационны, они тем не менее «очень хороши, и на переполненном рынке им удаётся предложить что-то уникальное», сославшись на способность «вдохнуть настоящую поп-чувствительность в их вызывающий авангард-рок».

## Список композиций
Музыка и слова написаны Tricot.
| №                   | Название                         | Длительность |
| ------------------- | -------------------------------- | ------------ |
| 1.                  | «Tokyo Vampire Hotel»            | 2:31         |
| 2.                  | «Wabi-Sabi»                      | 3:06         |
| 3.                  | «Yosoiki» (よそいき)             | 3:56         |
| 4.                  | «DeDeDe»                         | 3:28         |
| 5.                  | «Sukima» (スキマ)                | 5:16         |
| 6.                  | «Pork Side»                      | 1:01         |
| 7.                  | «Pork Ginger» (ポークジンジャー) | 4:44         |
| 8.                  | «Echo» (エコー)                  | 3:47         |
| 9.                  | «18, 19»                         | 4:01         |
| 10.                 | «Namu» (南無)                    | 2:46         |
| 11.                 | «Munasawagi»                     | 4:12         |
| 12.                 | «Setsuyakuka» (節約家)           | 4:28         |
| 13.                 | «Melon Soda» (メロンソーダ)      | 2:44         |
| Общая длительность: | Общая длительность:              | 46:00        |

## Участники записи
Tricot
- Икуми Накадзима — вокал, гитара
- Мотоко Кида — гитара, фоновый вокал
- Хироми Саганэ — бас-гитара, фоновый вокал

Прочие участники
- Юсукэ Ёсида — барабаны (1—6, 8—11, 13)
- Косукэ Вакияма — барабаны (7)
- Юма Абэ — барабаны (12)
- Масаюки Накано — сведение
- Акихиро Сиба — мастеринг
- Хикару Тё — обложка[8]

## Чарты
| Чарт (2017)                        | Высшая позиция |
| ---------------------------------- | -------------- |
| Japanese Albums (Oricon)           | 20             |
| Japan Hot Albums (Billboard Japan) | 31             |
| World Albums (Billboard)           | 5              |